# 施法爾山
47°18′42″N 15°20′21″E / 47.31167°N 15.33917°E

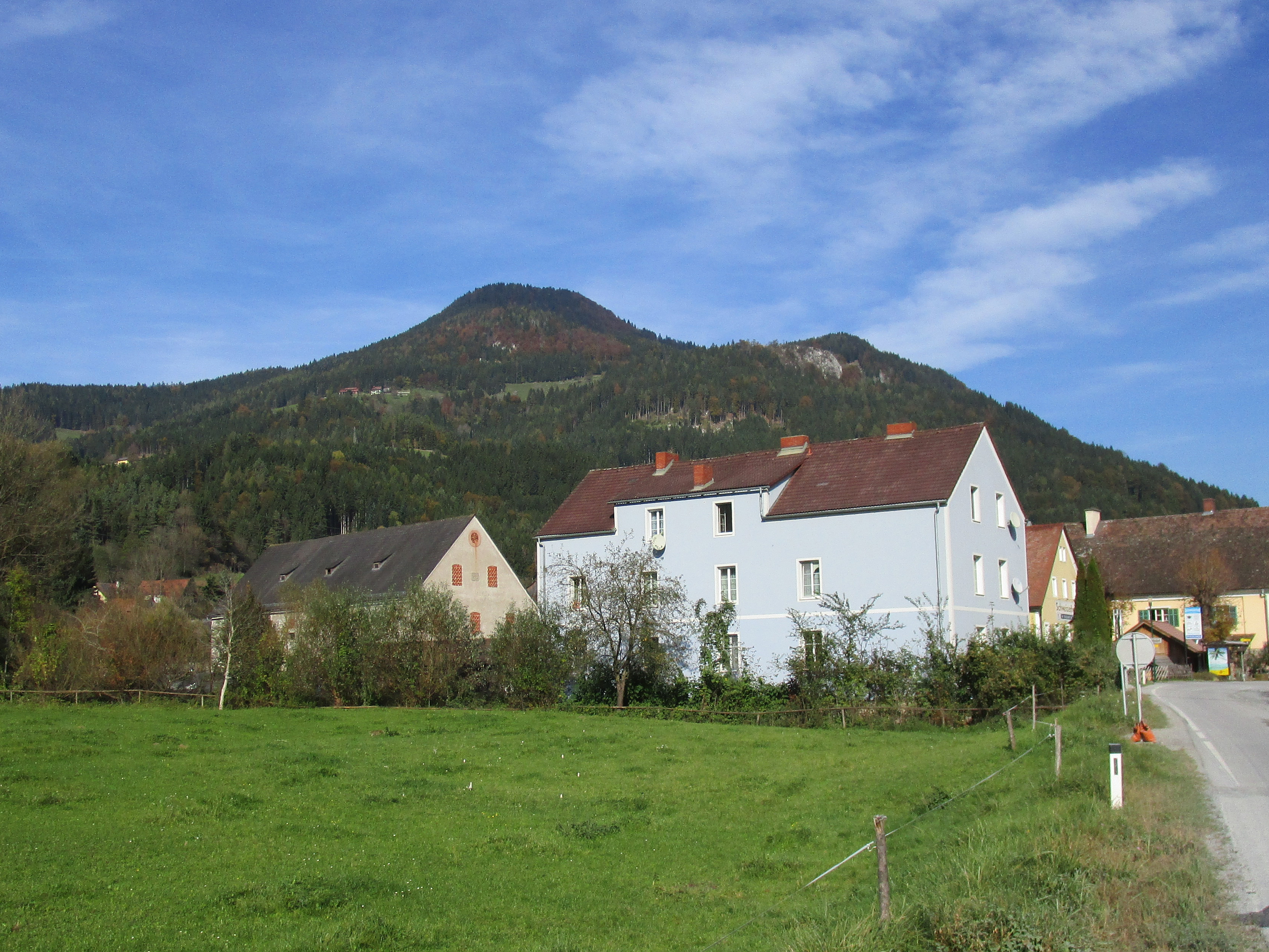

施法爾山（德語：Schiffall），是奧地利的山峰，位於該國東南部，由施泰爾馬克州負責管轄，屬於拉萬塔爾阿爾卑斯山脈的一部分，距離勒特爾施泰因山3.5公里，海拔高度1,221米。